# عزیزیه، ارزروم
عزیزیه (به ترکی استانبولی: Aziziye) یک منطقهٔ مسکونی در ترکیه است که در استان ارزروم واقع شده‌است. عزیزیه ۱٬۷۶۰ متر بالاتر از سطح دریا واقع شده‌است.